# Evangelische Kirche (Haarhausen)

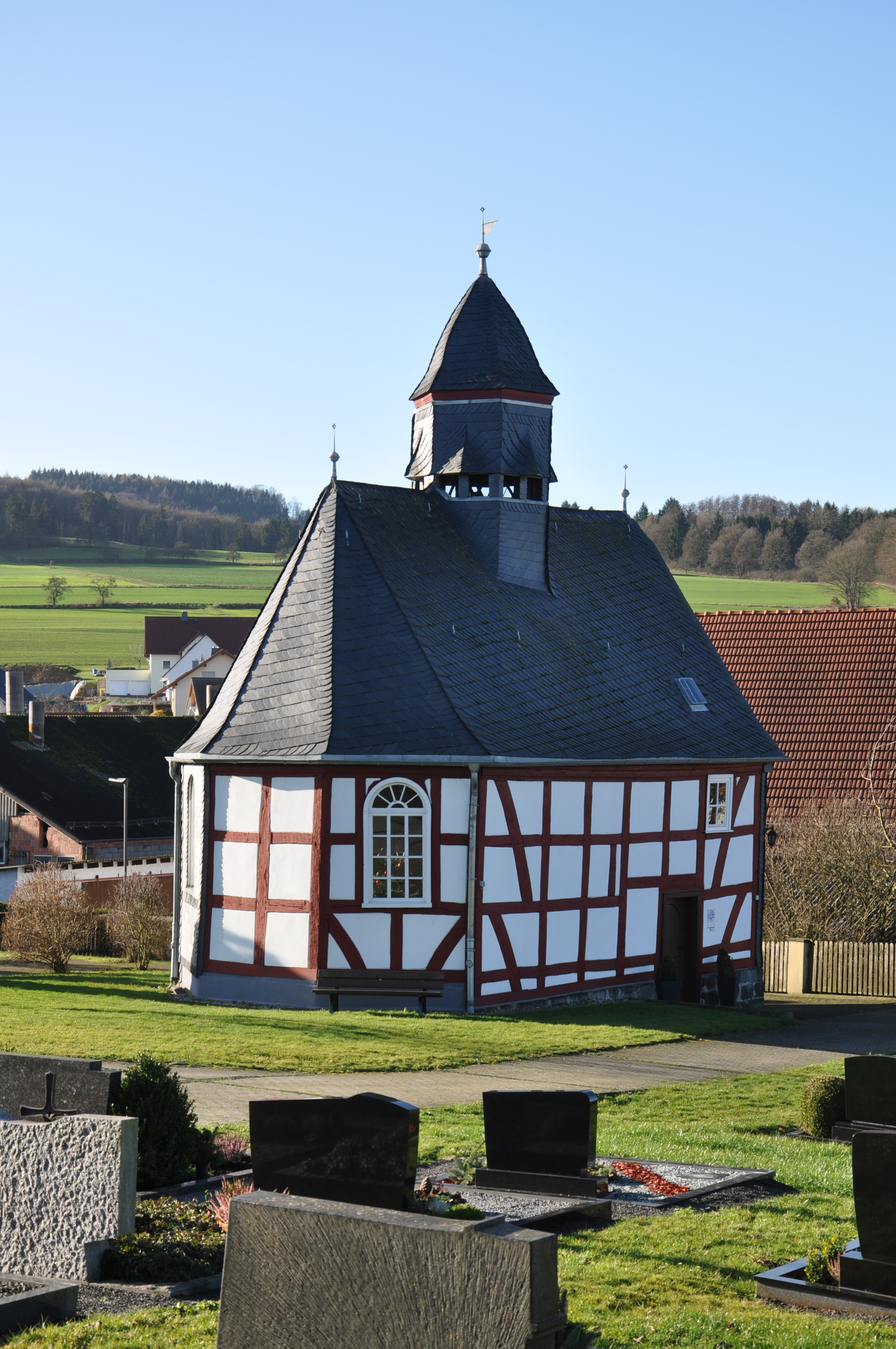
Evangelische Kirche (Haarhausen)

Die Evangelische Kirche Haarhausen ist ein denkmalgeschütztes Kirchengebäude, das im Ortsteil Haarhausen der Gemeinde Homberg (Ohm) im Vogelsbergkreis (Hessen) steht. Die Kirche gehört zur Kirchengemeinde Nieder-Moos im Dekanat Vogelsberg in der Propstei Oberhessen der Evangelischen Kirche in Hessen und Nassau.

## Beschreibung
Die Fachwerkkirche wurde im Kern 1572 gebaut und im 18. Jahrhundert umgebaut. Die Südseite des im Osten dreiseitig abgeschlossenen Kirchenschiffs ist verschiefert. Aus dem schiefergedeckten Satteldach erhebt sich ein achteckiger Dachreiter, der mit einer glockenförmigen Haube bedeckt ist. Der Innenraum ist mit einer Flachdecke überspannt, die längst von einem Unterzug getragen und in der Mitte von einer achteckigen Stütze verstärkt wird. Die Kirchenausstattung stammt aus dem 18. Jahrhundert.